# Orlando Chaves (Gewichtheber)
Orlando Buttery Chaves (geb. 2. März 1921; gest. September 1976 in London, Vereinigtes Königreich) war ein guyanischer Gewichtheber.

## Sport
Er trat bei den Olympischen Spielen 1948 in London im Mittelgewicht an. In seiner Gewichtsklasse bis 75 kg belegte er den 21. Platz.